# Muhammad Iqbal (Leichtathlet)
Muhammad Iqbal (* 12. Juli 1927) ist ein ehemaliger pakistanischer Hammerwerfer.
Bei den Olympischen Spielen 1952 in Helsinki schied er in der Qualifikation aus. 1954 gewann er Silber bei den Asienspielen in Manila und Gold bei den British Empire and Commonwealth Games in Vancouver, und 1956 wurde er Elfter bei den Olympischen Spielen in Melbourne.
1958 siegte er bei den Asienspielen in Tokio und holte Silber bei den British Empire and Commonwealth Games in Cardiff.
Einem zwölften Platz bei den Olympischen Spielen 1960 in Rom folgte jeweils Bronze bei den Asienspielen 1962 in Jakarta und den British Empire and Commonwealth Games 1966 in Kingston.
Seine persönliche Bestleistung von 63,10 m stellte er am 31. Januar 1960 in Lahore auf.